# The Little People
The Little People este episodul 93 al serialului american Zona crepusculară. A fost difuzat pe 30 martie 1962 pe CBS.

## Prezentare

### Introducere
| “ | Perioada este epoca spațială, locul este peisajul arid dintr-un canion stâncos situat la milioane de mile de planeta Pământ. Distribuția? I-ați întâlnit deja: William Fletcher, comandantul navei spațiale; copilotul său, Peter Craig. Pe celelalte personaje, care populează aceste meleaguri, s-ar putea să nu le observați, dar sunt acolo, așa cum acești doi gentilomi vor afla în curând. Deoarece sunt pe cale să ia parte la o mică cercetare în acea regiune întunecoasă situată în timp și spațiu cunoscută sub numele de Zona crepusculară. | ” |

### Intriga
Astronauții William Fletcher, un căpitan hotărât, și Peter Craig, copilotul său nemulțumit, au aterizat într-un canion situat pe o planetă extraterestră pentru a-și repara nava. În timpul unei neînțelegeri, Fletcher îl întreabă pe Craig ce îl nemulțumește, iar Craig îi răspunde că și-ar dori ca el să fie liderul și să dea ordine. La scurt timp după, lui Craig îi este atrasă atenția de un sunet ciudat pe care Fletcher nu îl aude.
Craig pleacă într-o misiune de recunoaștere timp de câteva zile, lăsându-l pe Fletcher să repare nava. La întoarcere, Fletcher este surprins că acesta nu a băut apă în ultimele două zile și realizează că a descoperit apă pe planetă. Interogat, Craig îi dezvăluie că a găsit un oraș populat de oameni de mărimea unor furnici, iar cei doi pornesc spre acesta. În același timp, Craig îi spune că a comunicat cu ei prin intermediul matematicii. Faptul că o întreagă populație este îngrozită de el îi creează plăcere și se autointitulează o zeitate. Craig începe să terorizeze populația prin zdrobirea a trei dintre clădirile lor. Fletcher îl doboară cu o lovitură și își cere scuze față de rasa de ființe minuscule.
Mai târziu, Fletcher descoperă că Craig i-a obligat pe aceștia să-i construiască o statuie în mărime naturală. Căpitanul îi spune că a încheiat reparațiile și pot să părăsească planeta. Copilotul său scoate o armă și îi ordonă să plece fără el. Fletcher încearcă să-l convingă să revină la navă, spunându-i că va rămâne singur, dar în următorul moment Craig împușcă bustul statuii și îi cere din nou să plece. Fletcher părăsește dezgustat planeta. Bucuros, Craig aruncă peste orașul minuscul bustul distrus al statuii sale și chicotește maniacal, în timp ce urlete și sunete de sirenă se aud dinspre oraș.
O altă navă aterizează pe planetă și doi astronauți, mai înalți decât munții, ies la iveală. Aceștia, la rândul său, s-au oprit pentru a-și repara nava. Craig strigă la ei și le cere să plece, spunând: „Nu înțelegeți?! Eu sunt zeul! Eu sunt zeul, nu înțelegeți?! Eu sunt zeul!”. Unul dintre ei îi observă și îl ridică pentru o examinare rapidă, strivindu-l involuntar. Acesta îi aruncă trupul neînsuflețit, iar apoi cei doi pleacă. Ființele minuscule sărbătoresc moartea sa și dărâmă statuia lui Craig peste partea superioară a cadavrului său.

### Concluzie
| “ | Cazul exploratorului Peter Craig, victima unei iluzii. În acest caz, visul moare puțin mai greu decât omul. Un mic exercițiu de psihologie spațială pe care îl puteți proba în Zona crepusculară. | ” |